# Лига Краљевине Холандије у рагбију тринаест
Лига Краљевине Холандије у рагбију тринаест (енгл. Nederlandse Rugby League Bond Championship) је први ниво домаћег, клупског такмичења у рагбију 13 у Краљевини Холандији.
Ово је полупрофесионална рагби лига, у којој поред холандских, учествују још и рагби 13 клубови из суседне Краљевине Белгије. Такмичењем руководи рагби 13 федерација Краљевине Холандије, а учествује укупно пет рагби 13 клубова. 
У лиги поред холандских рагбиста, има и доста искусних странаца из држава, у којима је рагби традиционалан спорт. Пошто рагби није популаран у Краљевини Холандији, утакмицама присуствује просечно око 100 гледалаца по утакмици.

## Историја
Холанђани су почели да играју рагби лигу 1989. Господин Ханс Модерман је био први председник рагби 13 федерације Холандије. Искусни британски и аустралијски тренери су дошли у Краљевину Холандију, да помогну да се развије рагби 13 у тој држави. Међу њима су Тас Бајитери, Ијан Херис, Фил Ледер и Фред Линдоп. 
Рагби 13 репрезентација Холандије је учесник Европског првенства у рагбију тринаест дивизије Д. Селектор холандске репрезентације је Кане Крлић. Рагби 13 репрезентација Холандије није до сада успела, да се пласира на Светско првенство у рагбију тринаест, а тренутно је 26. на светској ранг листи.

### Списак шампиона Краљевине Холандије у рагбију 13
- 2015. Норт Брисел горилас
- 2016. Ротердам питбулс
- 2017. Ротердам питбулс
- 2018. Амстердам кобрас
- 2019. Ден Хаг најтс

### Табела шампиона Краљевине Холандије у рагбију 13
- Ротердам питбулс - 2 титуле шампиона Краљевине Холандије у рагбију 13
- Норт Брисел гориалас - 1
- Амстердам кобрас - 1
- Ден Хаг најтс - 1

## Тимови учесници
- Ротердам питбулс
- Ден Хаг најтс
- Хардејвик долфинс
- Цволе вулвс
- Амстердам кобрас